# Секуотчи (округ)
Округ Секуотчи (англ. Sequatchie County) располагается в штате Теннесси, США. Официально образован 9 декабря 1857 года. По состоянию на 2010 год, численность населения составляла 14 112 человек.

## География
По данным Бюро переписи США, общая площадь округа равняется 688,941 км2, из которых 688,941 км2 — суша, и 0,518 км2, или 0,070 % — это водоёмы.

## Население
По данным переписи населения 2010 года в округе проживает 14 112 жителей в составе 4463 домашних хозяйства и 3 311 семей. Плотность населения составляет 17,00 человек на км2. На территории округа насчитывается 4916 жилых строений, при плотности застройки около 7,00-ми строений на км2. Расовый состав населения: белые — 98,66 %, афроамериканцы — 0,19 %, коренные американцы (индейцы) — 0,33 %, азиаты — 0,13 %, гавайцы — 0,03 %, представители других рас — 0,17 %, представители двух или более рас — 0,48 %. Испаноязычные составляли 0,82 % населения независимо от расы.
В составе 33,00 % из общего числа домашних хозяйств проживают дети в возрасте до 18 лет, 58,80 % домашних хозяйств представляют собой супружеские пары, проживающие вместе, 11,20 % домашних хозяйств представляют собой одиноких женщин без супруга, 25,80 % домашних хозяйств не имеют отношения к семьям, 22,40 % домашних хозяйств состоят из одного человека, 8,80 % домашних хозяйств состоят из престарелых (65 лет и старше), проживающих в одиночестве. Средний размер домашнего хозяйства составляет 2,52 человека, и средний размер семьи — 2,92 человека.
Возрастной состав округа: 24,60 % — моложе 18 лет, 8,40 % — от 18 до 24, 30,00 % — от 25 до 44, 24,80 % — от 45 до 64, и 24,80 % — от 65 и старше. Средний возраст жителя округа — 37 лет. На каждые 100 женщин приходится 98,30 мужчин. На каждые 100 женщин старше 18 лет приходится 95,80 мужчин.
Средний доход на домохозяйство в округе составлял 30 959 USD, на семью — 36 435 USD. Среднестатистический заработок мужчины был 27 535 USD против 20 422 USD для женщины. Доход на душу населения составлял 16 468 USD. Около 13,50 % семей и 16,50 % общего населения находились ниже черты бедности, в том числе — 21,50 % молодежи (тех, кому ещё не исполнилось 18 лет) и 20,30 % тех, кому было уже больше 65 лет.